# Agence européenne pour la sécurité maritime
Pour les articles homonymes, voir EMSA.
 (août 2012).
Si vous disposez d'ouvrages ou d'articles de référence ou si vous connaissez des sites web de qualité traitant du thème abordé ici, merci de compléter l'article en donnant les références utiles à sa vérifiabilité et en les liant à la section « Notes et références ».
L’agence européenne pour la sécurité maritime (AESM ou, en anglais, EMSA, pour European Maritime Safety Agency), opérationnelle depuis 2003, contribue à renforcer le système global de sécurité maritime dans les eaux de l’Union européenne, de manière à réduire les risques d'accident maritime, de pollution par les navires et de décès en mer.
Le siège de l'agence est situé à Lisbonne, au Portugal. Depuis le 1er janvier 2019, la directrice exécutive de l'agence est la croate Maja Markovčić Kostelac.

## Structure de l’agence
L'Union européenne n'a compétence en matière de sécurité maritime que depuis le traité de Maastricht du 7 février 1992. La Commission a diffusé, le 24 février 1993, la communication intitulée Pour une politique commune de la sécurité maritime.
Après le naufrage de l'Erika en décembre 1999, plusieurs recommandations ont été formulées et regroupées sous l'appellation Paquet Erika I (21 mars 2000) :
- le renforcement du contrôle des navires dans les ports européens, pour les navires à risque et un bannissement de certaines catégories de navires « règlement double coques 1 » ; ce point fera l'objet d'un durcissement à la suite de l'accident du Prestige ;
- un renforcement du contrôle des États sur les sociétés de classification et la définition des responsabilités de chacun ;
- des mesures « positives » pour la construction de bases de données et une meilleure circulation de l'information auprès des États, des organismes de certification et autres organismes concernés par la sécurité maritime (Equasis, SafeSeaNet).

Le Paquet Erika II (6 décembre 2000) vient renforcer la cohérence de la première série de mesures par :
- la mise en place d'un système communautaire de suivi, de contrôle et d'information sur le trafic des navires ;
- des propositions de règlements concernant la création d'un fonds d'indemnisation dit COPE (Compensation for Oil Pollution in European waters funds) au-dessus du fonds FIPOL ; cela s'est finalement traduit par une action auprès de l'OMI pour augmenter le fonds FIPOL ;
- il y est suggéré la création d'une Agence de sécurité maritime.

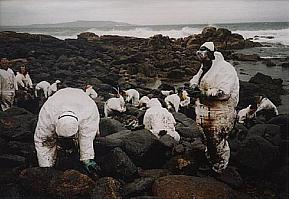
Volontaires galiciens après le naufrage du Prestige

En novembre 2005, la Commission a décidé de renforcer la sécurité maritime grâce à un troisième paquet maritime (Paquet Erika III). Les sept propositions sont articulées autour de trois axes majeurs :
1. la prévention renforcée des accidents et des pollutions ;
2. le traitement de la suite des accidents ;
3. l'amélioration de la qualité du cadre global de responsabilité et de réparation des dommages en cas d'accidents.

Toutes ces mesures ont abouti au règlement CE n°1406 du 27 juin 2002 instituant une Agence européenne pour la sécurité maritime.

## Cadre légal
L'agence est un organisme de la Communauté, doté de la personnalité juridique. Elle est représentée par son directeur exécutif.
Les pays tiers désireux de participer au fonctionnement de l'agence doivent adopter et mettre en œuvre le droit communautaire applicable dans tous les domaines de compétence de l'agence.
Après avoir tenu sa première réunion inaugurale le 4 décembre 2002, en présence de la commissaire Loyola de Palacio, le Conseil d'administration de l'Agence européenne pour la sécurité maritime s'est réuni une nouvelle fois à Bruxelles et a nommé Willem de Ruiter directeur exécutif de l'agence.

## Ressources humaines

### Directeur exécutif
Le directeur exécutif de l'agence est totalement indépendant dans l'exercice de ses fonctions, sans préjudice des compétences respectives de la Commission et du conseil d'administration. Il exerce les fonctions de gestionnaire de l'agence et est, à ce titre, chargé de la préparation et de l'exécution du budget et du programme de travail, ainsi que de toutes les questions concernant le personnel. Le directeur exécutif de l'agence est nommé par le conseil d'administration pour un mandat de cinq ans renouvelable une fois.
Depuis le 1er janvier 2019, la directrice exécutive de l'agence est la croate Maja Markovčić Kostelac. Avocate du droit maritime, elle fut secrétaire d'État au Ministère croate de la mer, des transports et des communications. Elle fut aussi en parallèle à la tête de Mare Nostrum, l'association croate des armateurs de navires. Avant de rejoindre l'AESM, Maja Markovčić Kostelac fut membre du conseil d'administration de l'agence.

### Conseil d'administration
Le conseil d'administration de l'agence est composé de :
- 27 représentants des états membres et leurs suppléants ;
- 2 représentants de l'Association européenne de libre-échange (AELE) = European Free Trade Association States (Islande et Norvège) ;
- 4 directeurs généraux représentants de la commission : directeur général budget (DG BUDGET), directeur général de l'environnement, 2 directeurs de la DG TREN et leurs 4 suppléants ;
- 4 professionnels des secteurs les plus concernés, nommés par la Commission et ne disposant pas du droit de vote.

La durée du mandat est de cinq ans renouvelable une fois. Les décisions du conseil d'administration se prennent à la majorité des 2/3 de tous ses membres disposant d'un droit de vote.

### Personnel
Il est composé, d'une part, de fonctionnaires affectés ou détachés par la Commission ou les États membres de manière temporaire et, d'autre part, d'agents recrutés par l'agence. Pour postuler par recrutement direct (via le site internet de l'agence), il faut être citoyen européen, disposer de ses droits et être dégagé des obligations militaires. De 8 membres à temps partiel en 2003, l'agence est maintenant composée de 120 agents permanents parmi lesquels on trouve des officiers et inspecteurs des affaires maritimes.

## Organigramme

Drapeau de l'agence européenne de sécurité maritime

Il traduit bien les priorités en matières de sécurité maritime. En effet, on y trouve 8 unités distinctes, chacune dirigée par un administrateur. Les trois premières unités assurent le fonctionnement de la structure et les cinq autres sections cadrent les actions de l'agence.
- Unité A : Ressources humaines et communication
- Unité B : Affaires financières et juridiques
- Unité C : Support aux opérations
- Unité D : Inspections et évaluations de la sécurité
- Unité E : Application de la législation maritime communautaire
- Unité F : Coopération et développement techniques
- Unité G : Lutte contre la pollution par hydrocarbures
- Unité H : Détection de la pollution et préparation à la lutte antipollution

## Affaires financières et budget
Le budget de l'agence se compose, pour la majeure partie, d'une contribution de la Communauté et de tout pays tiers participant aux travaux et, d'autre part, des redevances perçues pour les publications, formations et tout autre service fourni par l'agence.
Le contrôle financier est assuré par le contrôleur financier de la Commission.	La Cour des comptes examine les comptes de l'agence et publie un rapport annuel. Le Parlement européen donne décharge au directeur exécutif de l'agence sur l'exécution du budget.
Le conseil d'administration adopte chaque année, pour le 30 avril au plus tard, le projet de budget accompagné du programme de travail provisoire et les transmet à la Commission.

## Évolution du budget
Le mardi 5 septembre 2006, les députés européens ont adopté en première lecture un rapport de codécision, qui fixe à la fois l'enveloppe budgétaire de l'agence (154 millions d'euros pour la période 2007-2013) et le détail de ses missions.

## De Bruxelles à Lisbonne
Les villes européennes en concurrence pour l'accueil de l'Agence sont Gênes (Italie), Nantes (France), Lisbonne (Portugal), Athènes (Grèce), Glasgow (Écosse) et Göteborg (Suède). Le projet de répartition adressé par la présidence belge a été rejeté par plusieurs membres, dont la France et l'Italie. Le samedi 13 décembre 2003, les Quinze se mettent finalement d'accord sur la localisation des agences européennes qui faisait encore l'objet de divergences. C'est Lisbonne qui accueillera l'agence de sécurité maritime.
Quittant ses locaux provisoires de Bruxelles, l'Agence s'est installée le 14 septembre 2006 dans son nouveau siège. Le bâtiment a été inauguré en présence de José Manuel Barroso, Président de la Commission européenne, José Sócrates, Premier ministre portugais, Efthimios Mitropoulos, secrétaire général de l'Organisation maritime internationale (OMI), Willem de Ruyter, directeur de l'AESM et Jacques Barrot, commissaire aux Transports.

## Autres agences européennes de sécurité du transport
Cette structure n'est pas isolée puisqu'il existe une Agence européenne de la sécurité aérienne et une pour le transport ferroviaire.
L'Agence européenne de la sécurité aérienne, l'EASA a été créée en 2002 ; son siège se trouve à Cologne (Allemagne) et son directeur exécutif est Patrick Ky.
L'Agence ferroviaire européenne a été créée en 2004 ; son siège se trouve à Valenciennes (France) et son directeur exécutif est Marcel Verslype.
Depuis 2004, la politique européenne des transports est gérée par le commissaire européen Jacques Barrot (France).

## Activités de l'agence
Chaque fois qu'on est confronté à la construction d'analyses et de propositions en matière de sécurité maritime, le point de départ obligé est toujours le même : un navire sûr pour les personnes, les biens et l'environnement, est un navire bien conçu, bien construit, bien entretenu et bien exploité, tant du point de vue nautique que commercial. Pour améliorer la sécurité, il faut donc progresser dans l'ensemble de ces domaines. Ceci explique la diversité des d'activités dont l'Agence est responsable.

### Lutte antipollution

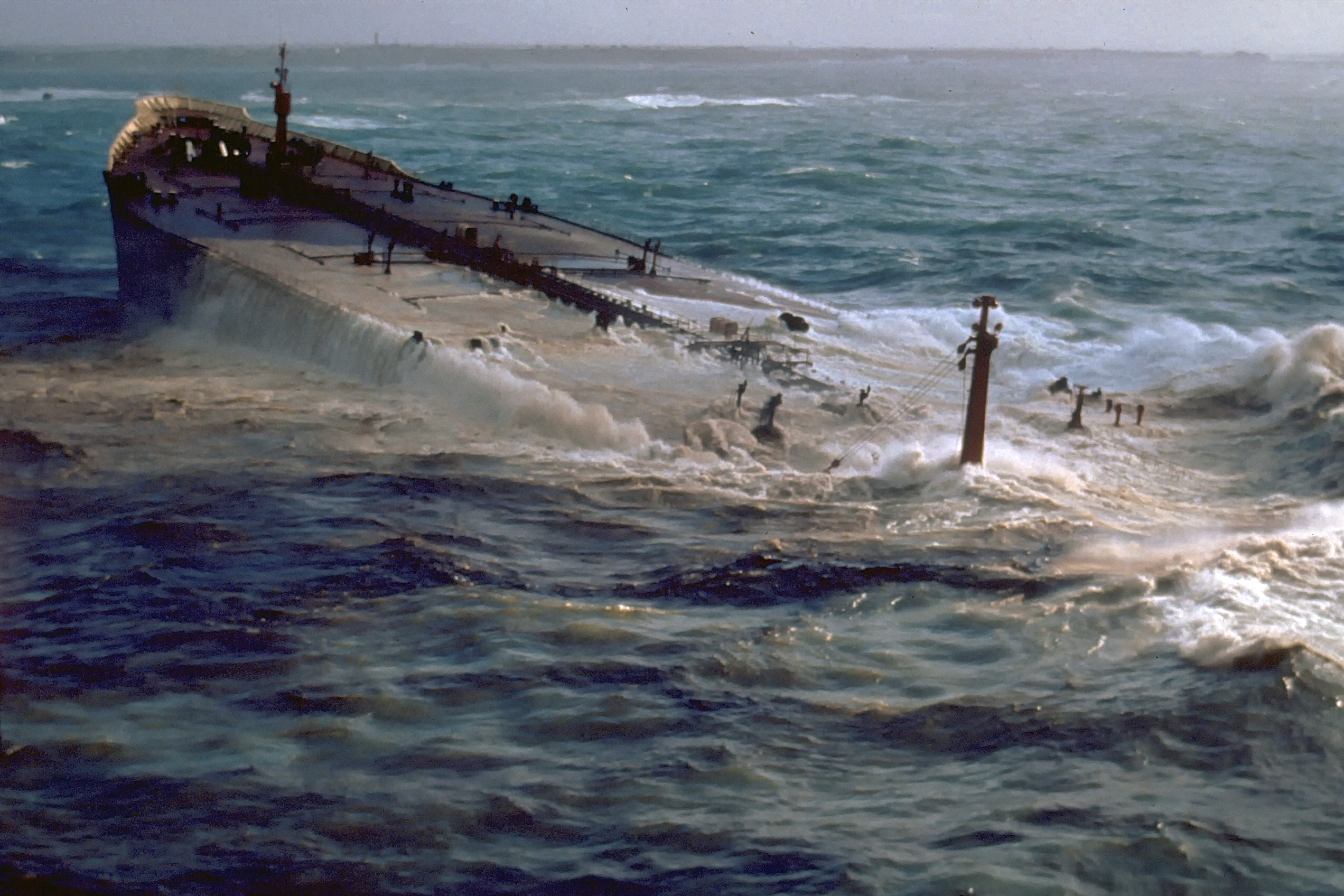
Naufrage de lAmoco Cadiz

L'objectif général est de contribuer efficacement à protéger le littoral de l'Europe et ses 600 ports des déversements accidentels ou délibérés de pétrole et autres polluants.
La lutte antipollution est la première activité de l'agence qui a été définie de façon générale par le règlement 1406/2002, à la suite du naufrage de l'Erika. Après le naufrage du Prestige, le règlement 724/2004 vient s'y ajouter et impose à l'Agence des obligations en matière de capacité de réponse.
En accord avec cette réglementation, l'agence a développé son plan d'actions pour la lutte antipollution, publié sous le nom « Action Plan For Oil Pollution Preparedness and Response ». Il contient 67 pages qui définissent le risque pollution maritime en Europe, le type de réponses appropriées et comporte un addendum qui fait l'inventaire du matériel à disposition dans les ports européens.

### Navires dépollueurs
Les graves conséquences financières et écologiques d'une marée noire peuvent être limitées en retirant le pétrole avant qu'il n'atteigne le rivage. À cette fin, l'Agence affrète des navires marchands qui peuvent être rapidement convertis en navires dépollueurs dotés d'un équipement sophistiqué de récupération d'hydrocarbure.
Depuis mars 2006, la mer Baltique, la partie occidentale de la Manche, la Méditerranée et la côte atlantique sont entrées dans le dispositif. En 2007, coïncidant avec l'arrivée de la Roumanie et la Bulgarie dans l'Union, la mer Noire sera également équipée.
Caractéristiques communes à tous les navires dépollueurs :
- présence permanente à bord d'un radar spécial permettant la détection des nappes d'hydrocarbures ;
- possibilité de décanter l'eau pompée avec les polluants pour optimiser la capacité de récupération ;
- dispositif de réchauffage des capacités et de pompage à haut débit pour débarquer rapidement ;
- matériel antipollution conteneurisé spécifique à la zone, et prêt à être embarqué en cas de réquisition.

### Moyens antipollution stockés à terre
La totalité des moyens côtiers et les responsabilités dont disposaient les États membres ont été recensés par l'Agence pour obtenir une carte européenne de la capacité de réponse contre la pollution. On y trouve par exemple, pour une commune littorale donnée, le nombre de barrages flottants, de combinaisons de protection, de seaux, mais également les embarcations et engins terrestres à disposition permanente. C'est en quelque sorte un inventaire POLMAR européen.

### Matériel de lutte antipollution
En cas de crise majeure (type Erika ou Prestige) et s'il s'aperçoit que ses moyens nationaux ne suffisent pas, chaque État membre peut faire appel à l'AESM par le canal du Monitoring and Information Centre (MIC) qui se trouve à Bruxelles, qui fonctionne 7 jours sur 7 et toute l'année et dépend de la direction générale de l'environnement.
La Commission, les états candidats et les états membres de l'Association européenne de libre-échange peuvent également demander l'assistance opérationnelle de l'AESM.
Par exemple, si un naufrage de type Erika se produisait, c'est le préfet maritime de Brest qui aurait une complète maîtrise sur l'action du navire dépollueur Île de Bréhat.

### Surveillance de la pollution
L'agence est responsable de la surveillance de la pollution pour le compte de l'UE. Jusqu'à présent, la surveillance était effectuée par les avions des États membres. Elle développe maintenant un système qui sera opérationnel courant 2007 pour détecter les nappes de pétrole en utilisant des images satellites et ainsi mieux anticiper leurs déplacements.

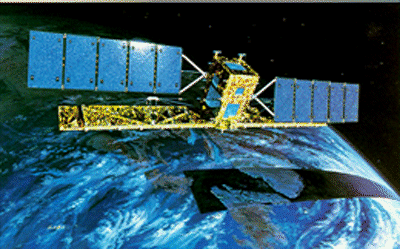
Radarsat-1.

Des satellites (Envisat de l'ESA, ainsi que Radarsat 1 et 2 ) à orbites polaires produisent des images radar obtenues par des capteurs SAR (Synthetic Aperture Radar, soit radar à synthèse d'ouverture). L'avantage principal est que le système peut produire des images de jour comme de nuit, indépendamment de la luminosité et de la couverture nuageuse. De nouveaux satellites radar européens, viennent renforcer les fréquences de prise de vue (TerraSarX, CosmoSkymed).
Après analyses, les images peuvent permettre de :
- localiser les pollutions potentielles : marée noire, exploitation offshore, suintement naturel de pétrole… et anticiper la dérive des nappes pour la prévention des dégâts ;
- détecter rapidement les navires suspects : les images sont réceptionnées, traitées et analysées en moins d'une heure.
- identifier les contrevenants en recoupant toutes les informations disponibles : images satellites radar et optique, AIS (Automatic Identification System, Système d'identification automatique), écho radar ;
- optimiser les interventions sur site pour une dissuasion efficace.

Les images et les données analysées, ainsi que les connaissances et les meilleures pratiques seront largement diffusées afin de soutenir les activités de lutte des pays membres.

### Gestion des déchets produits par les navires
Un navire moyen consomme environ 35 tonnes de fioul lourd et produit près d'une tonne de boue par jour, 50 kg de résidus de cargaison et des ordures ménagères… Ces déchets, compte tenu de la croissance du trafic maritime, constituent une menace pour l'environnement, s'ils sont déversés en mer.
L'Europe, au travers de l'Agence, cherche des moyens de s'assurer que ces substances sont évacuées dans des installations portuaires appropriées (directive CE 2000/59 en conformité avec Marpol 73/78). Cependant, celles-ci sont souvent inadaptées et lorsqu'elles sont présentes, elles proposent souvent des tarifs dissuasifs.
L'AESM collecte également des informations sur les systèmes de tarification des États membres, qui permettront d'élaborer une réglementation. Elle définit aussi les critères qualifiant les navires propres (green ships) (navires qui réduisent considérablement leurs déchets).

## Évaluation des sociétés de classification
Les sociétés de classification sont des organisations qui développent et appliquent des standards techniques à la conception, à la construction et à la certification des navires et autres installations maritimes. L'état du pavillon peut autoriser les sociétés de classification à inspecter et certifier leurs navires. Il y a plus de 50 sociétés à travers le monde, mais seulement 12 d'entre elles sont actuellement reconnues par l'UE (directive CE 2002/221).

## Renforcement du contrôle de l’État du port
Il est essentiel pour l'UE que le transport maritime autour de ses côtes, s'opère dans un environnement respecté, sûr et sécurisé. Dans ce but, l'Union a mis en place la directive CE 1995/21 qui s'ajoute aux systèmes en place dans chaque pays, et qui réglemente le contrôle de l'État du port. Cela garantit une inspection des navires dans les ports de l'Union et permet de s'assurer ainsi que les navires qui naviguent dans les eaux européennes sont construits et entretenus de manière appropriée.
Le nombre de navires visés par le régime d’inspections approfondies obligatoires est ainsi passé de 700 à près de 4 000, après le naufrage de l'Erika. Aujourd’hui, il s'agit de passer d'un objectif annuel individuel de 25 %, à un objectif global de 100 % de navires inspectés au plan de l'ensemble de l'Union, ce qui garantit en principe que plus aucun navire hors-normes ne pourra passer au travers des mailles du filet. La fréquence des inspections ne sera plus aléatoire, comme aujourd'hui, mais dépendra du "profil de risque" de chaque navire, établi en fonction de critères liés au navire (âge, type), au pavillon, à la société de classification et aux déficiences et détentions déjà prononcées. Ainsi, les navires les plus à risque pourront être inspectés deux fois par an, et de manière plus approfondie, alors que les navires de qualité ne le seront que tous les deux ou trois ans.
C'est l'agence qui a la responsabilité technique de l'application du contrôle de l'état du port. Cela implique la surveillance des systèmes de chaque pays membre, en se chargeant d'analyser les statistiques sur les entrées et sorties des navires dans les ports européens et les données individuelles sur chaque navire inspecté. Ces résultats permettent de développer des procédures pour améliorer le contrôle de l'état du port.
De plus, l'agence apporte une assistance technique aux pays et à la Commission, elle contribue aussi à la collaboration entre les États membres.
La directive prévoit par ailleurs que la Commission publie tous les six mois la liste des navires auxquels l'accès a été refusé dans les ports de la Communauté. Le tableau de l'annexe 3 récapitule la liste des navires ayant fait l'objet d'une mesure de refus d'accès dans les ports de la Communauté entre le 1er avril 2005 et le 26 juin 2006.

## Compte-rendu des navires
L'augmentation constante du trafic maritime dans les eaux européennes et les risques d'accidents liés aux eaux resserrées impliquent un suivi en temps réel de la position des navires.
La directive CE 2002/59 stipule la création d'un service de surveillance et d'information communautaire du trafic maritime. Le réseau SAFESEANET, développé et géré par l'agence répond à cette directive. C'est un système d'information électronique, en réseau, paneuropéen qui fournit des données sur les chargements et la position des navires. Les informations proviennent des différents réseaux informatiques des états membres (exemple : TRAFIC2000 pour la France). L'accès aux données est restreint aux administrations maritimes.

Principe de l'AIS

L'agence participe aux côtés de l'OMI au développement de solutions techniques afin de créer un système d'identification et de suivi des navires à grande échelle, le LRIT (Long Range of Identification and Tracking of Ships). Ce système, dans l'esprit du système AIS (Automatic Identification Systems) doit permettre l'identification automatique des navires au large.
L'agence doit également créer une liste des lieux de refuge accessibles aux navires en détresse. Toutefois, faute de précisions sur le contenu de ces plans et sur les mécanismes décisionnels, des différences de compréhension sont apparues entre les États membres. Ceux-ci ont été convoqués à plusieurs reprises en vue d'accélérer la préparation de plans pour ce type d'accueil. Sur la base des données recueillies par l'agence, la Commission doit proposer les modifications appropriées de la directive pour lever les zones d'ombres.
Par ailleurs, l'Agence étudie la garantie et l'indemnisation des dommages liés à l'accueil des navires en détresse dans des lieux de refuge, en vue de proposer, le cas échéant, des mesures législatives appropriées (cf § Responsabilités et indemnisations.

## Cellule de crise

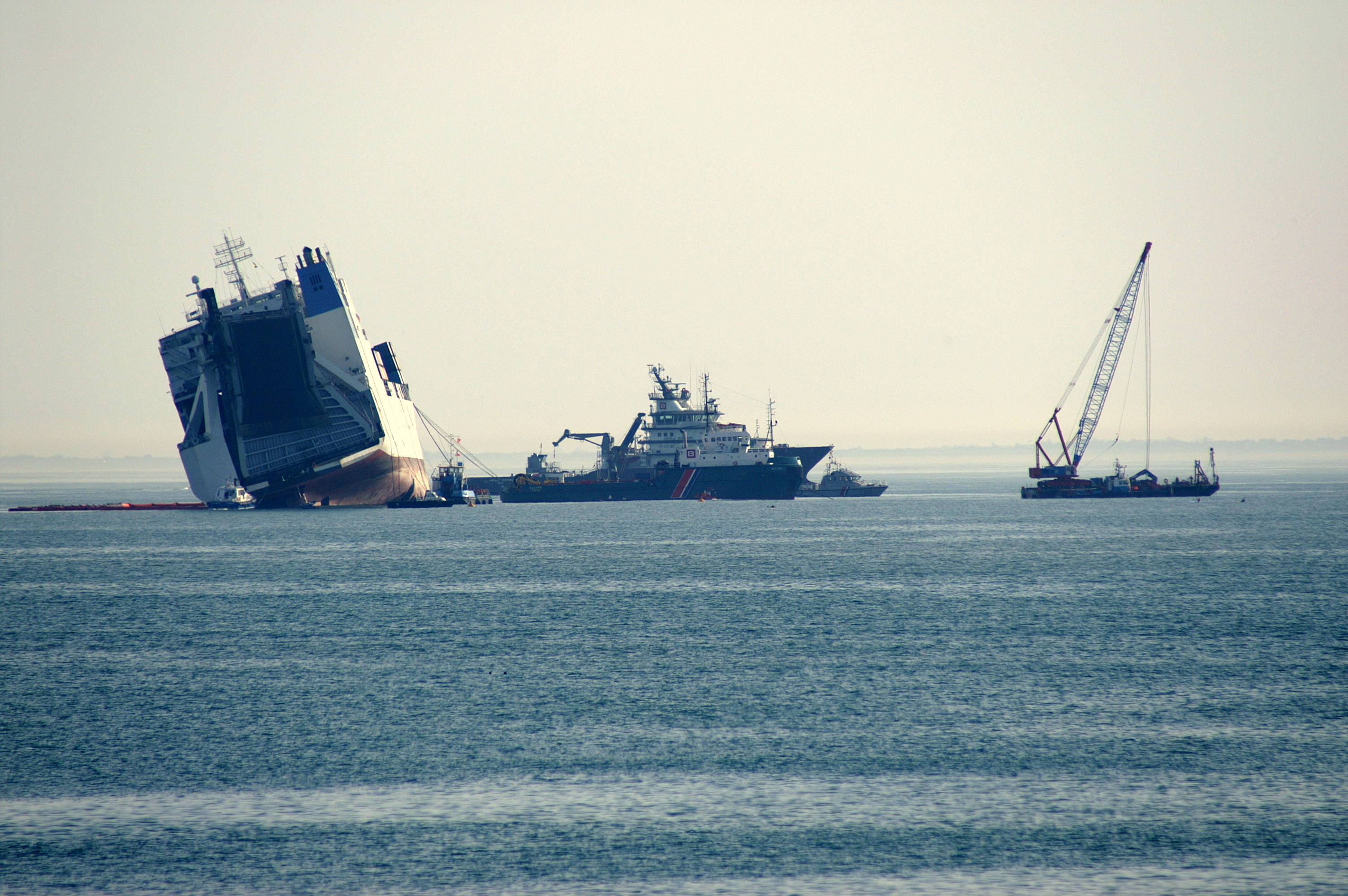
Intervention de lAbeille Bourbon

L'AESM, en cas de crise maritime (accident, pollution...), est le support d'un système d'alerte rapide. Ceci impose 2 fonctions primordiales : informer l'UE afin de faciliter la prise de décisions, et mettre à disposition le service antipollution de l'agence, le cas échéant. Cette structure est disponible 24 heures sur 24, 7 jours sur 7 via un numéro d'appel d'urgence unique. Une fois informée, l'agence se mettra en relation avec le MRCC (Maritime Rescue and Co-ordination Center) du pays membre qui aura fait appel à son soutien technique. Elle tient également une base de données quotidienne sur les incidents maritimes à travers le monde.

## Assistance technique
Tous les domaines couverts par l'agence ont la vocation d'améliorer les systèmes individuels des pays membres et de leur fournir sur leur demande ou celle d'un pays tiers une assistance technique adaptée. Cette assistance se fait par le biais de publications accessibles en ligne (Rapport sur les pétrolier double coques, Action Plan For Oil Pollution Preparedness and Response, ou sur demande, ainsi que des logiciels d'aide à la prise de décision (Utilisation des produits dispersants…).

## Équipement maritime
Afin de diminuer les risques d'accident, il est très important d'élever régulièrement les standards des navires et des équipements à bord. S'il est difficile d'uniformiser les normes de qualité au niveau mondial (rôle principal de l'OMI), au niveau européen il est possible d'atteindre des standards plus élevés. L'agence a pour rôle de veiller, en accord avec la directive CE 1996/98, dans un souci d'équité entre les pays membres, au respect de l'application de normes communes.

## Formation des gens de mer

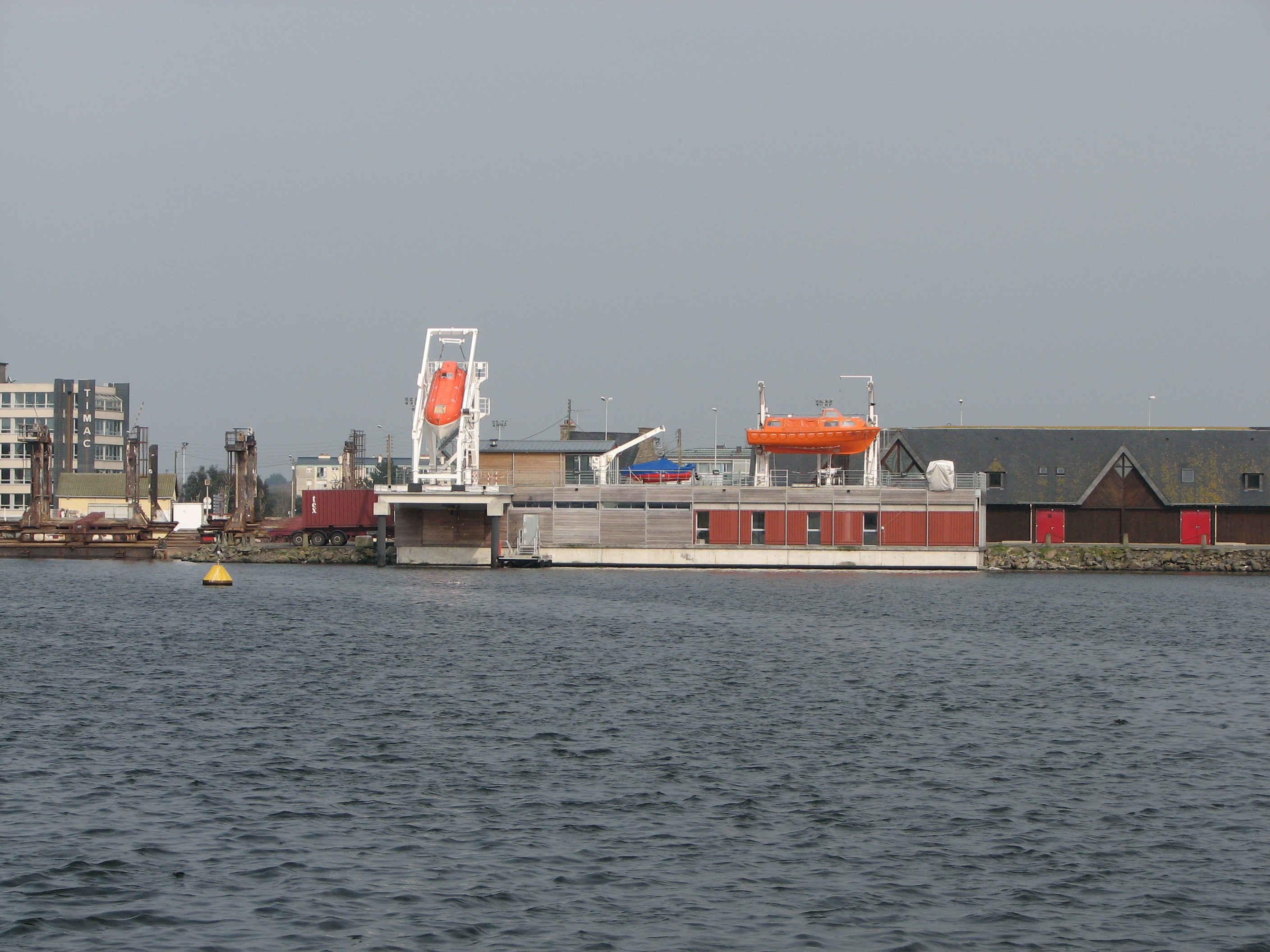
Centre d'entraînement (CESAME) de Saint-Malo

On estime qu'environ 80 % des accidents maritimes sont provoqués par une erreur humaine. Il arrive que l'équipage soit incapable de réagir rapidement en cas de défaillance d'un moteur ou d'un autre équipement. Il est par conséquent vital que les gens de mer suivent une formation conforme aux normes les plus élevées.
À cet égard, 75 % environ des marins travaillant sur des navires battant pavillon de l'UE sont originaires de plus de 40 pays tiers. Il est donc difficile d'évaluer la qualité de leur formation.
La convention internationale sur les normes de formation des gens de mer, de délivrance des brevets et de veille (STCW), adoptée par l'OMI, permet à l'État du pavillon de vérifier la qualité de la formation des gens de mer employés sur leurs navires. Les pays européens ont donc décidé de déléguer cette tâche à la Commission européenne, qui en confie les travaux techniques à l'AESM. Cette centralisation garantit non seulement une efficacité accrue, mais aussi une approche cohérente des évaluations. Les experts de l'AESM entreprennent tous les cinq ans une évaluation du système éducatif de chaque pays tiers qui forme des gens de mer employés à bord des navires de l'UE. Cela nécessite en pratique 8 à 12 évaluations annuelles et un examen ultérieur.

## Sûreté des navires
Les attaques du 11 septembre 2001 à New York et les actions terroristes en Europe ont entraîné une prise de conscience des défaillances de la sûreté des transports. L'Union européenne pour répondre à cette menace a adopté la directive 2005/65 CE. Le but premier est de veiller à ce que les États membres aient un niveau de sûreté adapté. L'agence est chargée de la diffusion des bonnes pratiques dans le domaine et travaille actuellement à des solutions législatives pour améliorer la sûreté qui seront proposées au Conseil de l'Europe.

## Responsabilités et indemnisations
Au cours de la dernière décennie, le risque d'accident a évolué. Des efforts ont été réalisés pour améliorer la sécurité, à travers une meilleure technologie, une législation renforcée et une surveillance accrue. Dans le même temps, les accidents maritimes sont devenus potentiellement plus graves pour l'environnement et la vie humaine. Les facteurs qui ont contribué à ce constat sont :
- l'augmentation des tonnages transportés, incluant des marchandises polluantes et dangereuses,
- la réévaluation des intérêts des tiers,
- la reconnaissance plus élevée de la valeur de l'environnement.

## Enquête après accident
L'AESM se voit confier par la Commission européenne et sur la base de l'article 2 du règlement 1406/2002, la responsabilité de créer une base de données rassemblant les rapports d'enquêtes sur les accidents maritimes. En analysant ces archives, l'agence doit établir une méthodologie pour permettre d'améliorer et d'uniformiser les investigations en cas d'incident et produire ainsi des suggestions à la commission, en matière de législation.
Dans le but de mieux comprendre et analyser les causes des événements de mer, l'agence fait la promotion des installations de type VDR (Voyage Data Recorders), qui permettent l'enregistrement des données.
Un groupe de travail, constitué par les représentants des bureaux d'investigations des états membres et conduit par l'agence, nommé CTG CMAI (Consultative Technical Group for Cooperation in Marine Accident Investigation), travaille et communique ses réflexions sur ces enquêtes.